# 판윈
판윈(중국어 정체자: 范雲, 병음: Fàn Yún, 1968년 7월 9일 ~ )은 타이완의 정치인, 사회학자이자 사회 운동가으로, 2020년 비려대표의 입법위원으로 당선된다.